# Osbornellus limosus
Osbornellus limosus är en insektsart som beskrevs av Delong 1941. Osbornellus limosus ingår i släktet Osbornellus och familjen dvärgstritar. Inga underarter finns listade i Catalogue of Life.